# 리틀빅플래닛 2
리틀빅플래닛 2(LittleBigPlanet 2)는 UCC(사용자가 만드는 콘텐츠) 기능을 갖춘 퍼즐 플랫폼 게임이다. 이 게임은 미디어 몰큘이 개발하고 소니 컴퓨터 엔터테인먼트가 플레이스테이션 3용으로 배급하였다. 2011년 1월 출시되었다. 이 게임은 2011년 1월 18일 북아메리카에서 출시되었고 2011년 1월 19일 유럽 대륙에 출시되었으며 오스트레일리아와 뉴질랜드의 경우 2011년 1월 20일, 영국과 아일랜드에서는 2011년 1월 21일 출시되었다.
2008년 게임 리틀빅플래닛의 후속작이며 시리즈 중 세 번째 게임이다. 첫 번째 게임에서 사용자들이 만든 300만 개 이상의 레벨들을 리틀빅플래닛 2에서 플레이 및 편집을 할 수 있다. 플랫폼 게임으로 마케팅된 전작과 달리 리틀플래닛 2는 "게임을 위한 플랫폼"으로 마케팅되었다. 플레이스테이션 무브 지원이 2011년 9월 소프트웨어 업데이트를 통해 게임에 추가되었으며 이로 인해 사용자들은 내비게이션 컨트롤러나 게임패스와 결합하여 플레이스테이션 무브 모션 컨트롤러를 사용하여 게임을 플레이할 수 있다. 이 게임의 온라인 기능은 2021년 9월 13일 리틀빅플래닛(2008), 리틀빅플래닛 PS 비타, 그리고 플레이스테이션 3 버전의 리틀빅플래닛 3의 서비스와 더불어 공식적으로 중단되었다.

## 평가
| 통합 점수            | 통합 점수 |
| 통합사               | 점수      |
| -------------------- | --------- |
| 게임랭킹스           | 92.04%    |
| 메타크리틱           | 91/100    |
| 평론 점수            |           |
| 평론사               | 점수      |
| CVG                  | 9.4/10    |
| 유로게이머           | 9/10      |
| 패미츠               | 86        |
| 게임즈TM             | 10/10     |
| IGN                  | 9.0/10    |
| Joystiq              | [ 9 ]     |
| OPM (UK)             | 10/10     |
| PlayStation Universe | 9.0/10    |
| Paste                | 9.4/10    |

| 수상   | 수상                                 |
| 평론사 | 수상                                 |
| ------ | ------------------------------------ |
| BAFTA  | Family (2012) Game Innovation (2012) |
| AIAS   | Family Game of Year (2011)           |